# Transandinomys talamancae
Transandinomys talamancae  é uma espécie de roedor da família Cricetidae.
Pode ser encontrada nos seguintes países: Colômbia, Costa Rica, Equador, Panamá e Venezuela.
Os seus habitats naturais são: florestas temperadas e florestas subtropicais ou tropicais húmidas de baixa altitude.